# Кубинский ястреб
Кубинский ястреб (лат. Astur gundlachi) — вид хищных птиц из семейства ястребиных (Accipitridae). Выделяют два подвида. Видовое название дано в честь кубинского натуралиста Хуана Гундлаха (1810—1896).

## Описание
Длина тела — 43—51 см. Грудь серовато-коричневая с редкими тёмными продольными пестринами. Подхвостье у самцов белое.

## Распространение
Основные его места обитания — девственные леса на западе Кубы и на о. Хувентуд (Пинос) — серьёзно пострадали.